# Stopno (Škocjan, Slovenija)
Stopno je naselje u slovenskoj Općini Škocjanu. Stopno se nalazi u pokrajini Dolenjskoj i statističkoj regiji Jugoistočnoj Sloveniji. 

## Stanovništvo
Prema popisu stanovništva iz 2002. godine naselje je imalo 32 stanovnika.